# Ed Stasium

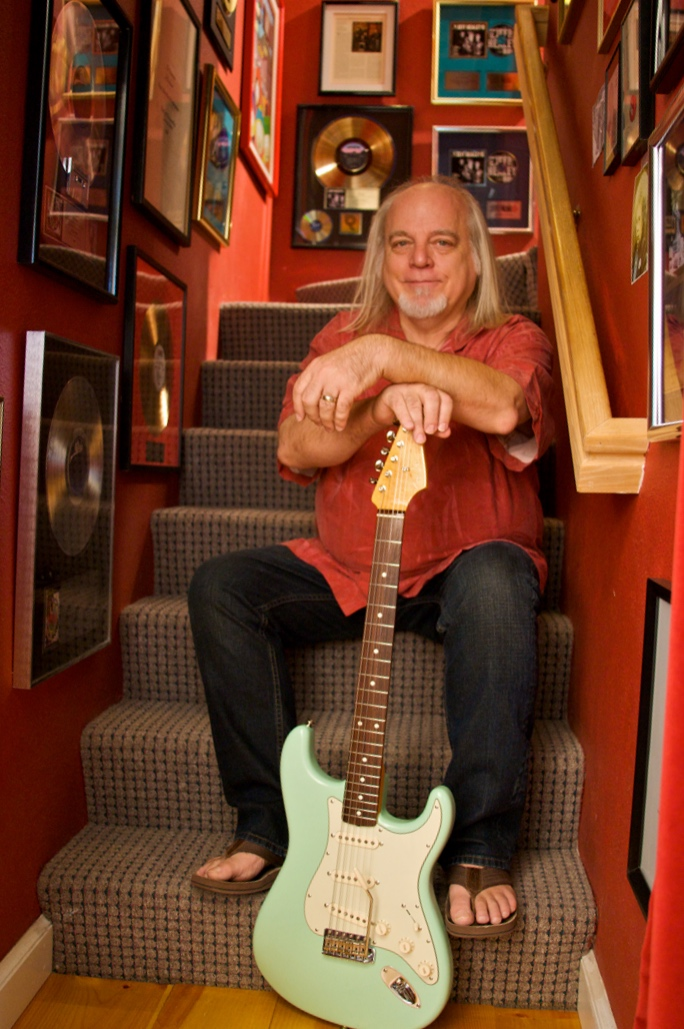
Ed Stasium

Ed Stasium is een Amerikaans producer die onder andere met The Ramones, Talking Heads en Living Colour samenwerkte.

## Geschiedenis
In de jaren 70 speelde Stasium zelf in de band Brandywine, daarmee nam hij de LP Aged op. Drie jaar later keerde hij terug in de muziekindustrie als producer. Zijn affiniteit met de punkmuziek begon in 1977, toen hij Leave Home van The Ramones en Talking Heads '77 van Talking Heads opnam.